# Tango ballet
Tango ballet es una composición de tango nuevo de Astor Piazzolla escrita en 1956 como música de acompañamiento interpretada por el Octeto Buenos Aires para un cortometraje sobre la danza, ahora perdido. La película cayó en el olvido, pero la música fue un gran éxito. La pieza está dedicada a al acordeonista francés, Richard Galliano. La primera grabación hecha por Piazzolla apareció en su álbum 20 años de vanguardia con sus conjuntos editado por el sello discográfico Philips, en 1964.
Piazzolla fue un maestro del bandoneón. Amplió el sexteto de tango tradicional (dos bandoneones, dos violines, bajo y piano) para incluir violonchelo y guitarra eléctrica y formó el Octeto Buenos Aires en 1955. Fue para este grupo que Piazzolla compuso, en 1956, su Tango ballet, una suite programática que posteriormente fue transcrita para orquesta y cuarteto de cuerda. La música evoca la esencia conmovedora del espíritu del tango en una narrativa de seis escenas: introducción, la calle, encuentro/olvido, cabaret, soledad, la calle otra vez. También fue arreglado para sexteto en 1989.

## Estructura
La pieza incluye 6 movimientos continuos que están enlazados:
1. Introducción - Títulos
2. La calle
3. Encuentro Olvido
4. Cabaret
5. Soledad
6. La Calle final - Allegro

La obra, vagamente similar en forma y programa a Un americano en París (1928), para orquesta, de George Gershwin, se desarrolla en un patrón rápido-lento-rápido-lento-rápido, con Encuentro y Soledad formando las secciones lentas.

## Grabaciones
Astor Piazzolla grabó originalmente la obra con su octeto en 1956, la grabación apareció en el álbum 20 años de vanguardia con sus conjuntos editado por el sello discográfico Philips, en 1964.
Desde entonces se han realizado numerosas grabaciones, en particular transcripciones para cuarteto de cuerda, cuarteto de acordeones o quinteto de viento.
Cabe destacar, entre otras, la grabación del director y violinista letón Gidon Kremer y el conjunto Kremerata-Baltica, en 1999. Además de una excelente interpretación del Ballet de Tango, también interpretan la Suite del Ángel y Tres piezas para orquesta de cámara.
En 2001, el Quarteto Amazônia, interpretó la versión para cuarteto de cuerdas del Tango ballet, en el disco Adiós Nonino, editado por el sello Kuarup Discos.